# 木島敦
木島 敦（きじま あつし、1969年9月6日 - ）は、埼玉県出身の元サッカー選手で、現在はサッカー指導者・解説者である。ポジションはMF。

## 来歴
中学時代にU-16日本代表に選ばれ、帝京高校から東京農業大学を経て、東芝に入社。
東芝サッカー部がコンサドーレ札幌に変わると、出向選手として所属。1996年シーズンは14試合に出場し2得点9ｱｼｽﾄとチーム1の得点生産率と活躍した。
シーズン終了後大分トリニティに移籍。
引退後は札幌に戻り、ベアフット北海道の監督に就任する一方、スカイパーフェクTV!などでのサッカー解説やサッカー教室の主宰として活動。
現在はベアフット北海道を辞め、サンクFCくりやまに所属した後、2009年からクラブフィールズ・ノルブリッツ北海道の監督に就任。2012年にはJFL入れ替え戦までたどり着いたがあと一歩のところで昇格を果たせなかった。2014年から札幌大学のコーチに就任し2015年まで札幌大学で活動、2016年に星槎道都大学のコーチに就任する。
2018年から同大学の監督になっている。